# Camille Rolland
Pour les articles homonymes, voir Rolland.
Camille Rolland est un homme politique français, médecin de profession, né le 10 novembre 1875 à Chaponnay (Isère), actuellement dans le Rhône) et mort le 17 juillet 1964 dans le Rhône.

## Biographie
Camille Rolland est élu conseiller municipal de Brignais en 1908, puis maire de cette commune en 1925, président de l'Association des maires du Rhône, et conseiller général.
Il est élu sénateur en 1927, et réélu en 1936. Il siège sur les bancs de la Gauche démocratique. Il est membre de la commission de l'hygiène pendant ses deux mandats, et en devient le vice-président en 1935. À partir de 1934, il appartient aussi à la commission de l'Armée. Il siège à la commission des Colonies de 1928 à 1938. Il est secrétaire du Sénat entre 1933 et 1937.
Camille Rolland adhère en outre à l'Union interparlementaire. Vice-président du groupe français, il est élu à l'unanimité, en avril 1938, président de la commission permanente pour l'Étude des questions sociales et humanitaires.
Le 10 juillet 1940, Camille Rolland vote contre les pleins pouvoirs à Philippe Pétain.
Franc-maçon, il est démis d'office de ses mandats, en 1941, en application de la loi sur les sociétés secrètes, alors qu'il demeure 2, avenue Jacquard à Oullins,.

## Décoration
- Chevalier de la Légion d'honneur

## En savoir plus